# Maximilian Steinbeis

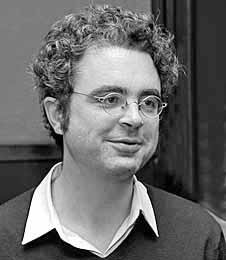
Maximilian Steinbeis (2010)

Maximilian Steinbeis (* 7. September 1970 in München) ist ein deutscher Jurist, Journalist und Schriftsteller, der seit 2009 das Verfassungsblog betreibt. Seit 2004 lebt er in Berlin.

## Studium und Journalismus
Maximilian Steinbeis wuchs in Brannenburg (Oberbayern) auf. Seine Schwester ist die Historikerin Marion Detjen. Er studierte zunächst in Darmstadt Physik, dann in München Rechtswissenschaft und war Stipendiat der Studienstiftung des deutschen Volkes. 1995 machte er sein erstes und 1998 sein zweites Juristisches Staatsexamen. 
Seit 1996 schreibt Steinbeis über politische und rechtliche Themen. Bis 1999 war er als freiberuflicher Journalist in München und Karlsruhe tätig. 1997/98 wirkte er als Autor an der Ausstellung In bester Verfassung?! 50 Jahre Grundgesetz der Bundeszentrale für politische Bildung und der Bundesrechtsanwaltskammer mit. Von 1999 bis 2008 war er Redakteur und Korrespondent des Handelsblatts in Düsseldorf und Berlin. Seit 2009 ist er Chefredakteur des am 30. Juli 2009 von ihm gegründeten Verfassungsblogs und seit 2018 Geschäftsführer der Max Steinbeis Verfassungsblog GmbH bzw. seit 2022 der Max Steinbeis Verfassungsblog gGmbH. Außerdem ist er als freier Rechts- und Verfassungspublizist tätig und schreibt u. a. für die Süddeutsche Zeitung, Spiegel Online und das Deutschlandradio.

## Verfassungsblog
Seit 2009 betreibt Steinbeis das Verfassungsblog, in dem verfassungsrechtliche und -politische Themen aus dem In- und Ausland behandelt werden. Im gleichen Jahr veröffentlichte er anlässlich des 60. Jahrestages des Inkrafttretens des Grundgesetzes gemeinsam mit seiner Schwester  Marion Detjen und deren Mann, dem Deutschlandfunk-Journalisten Stephan Detjen, eine Verfassungsgeschichte der Bundesrepublik Deutschland unter dem Titel Die Deutschen und das Grundgesetz.
Steinbeis betrieb das Blog ursprünglich allein; später lud er Wissenschaftler ein, im Verfassungsblog zu aktuellen Themen zu publizieren. Die Idee des Projekts sei, eine Schnittstelle zwischen Wissenschaft und politischer Öffentlichkeit zu schaffen, erklärte Steinbeis im Jahr 2015 gegenüber dem Tagesspiegel. Mittlerweile wurde es zu einem mehrsprachigen wissenschaftlichen Autorenblog, in dem verfassungsrechtliche Fragen auch im Kontext der europäischen Integration verhandelt werden. Ein weiteres Ziel ist der Aufbau eines europäischen Netzwerks von Blogs zu diesem Themenkreis. Seit 2011 besteht eine Zusammenarbeit mit dem Wissenschaftskolleg zu Berlin. 2015 erschienen Beiträge aus dem Verfassungsblog im Nomos Verlag als Buch. Im Sommer desselben Jahres endete planmäßig nach zwei Jahren die finanzielle Förderung des Projekts Verfassungsblog: Perspektiven der Wissenschaftskommunikation in der Rechtswissenschaft im Rahmen der Exzellenzinitiative an der Humboldt-Universität.

## Literarisches Schaffen
Erste literarische Versuche entstanden 1995. 2003 erschien im Verlag C. H. Beck die Novelle Schwarzes Wasser, 2010 im Aufbau-Verlag der Roman Pascolini.
2011 nahm Steinbeis an den 35. Tagen der deutschsprachigen Literatur (Ingeborg-Bachmann-Wettbewerb) in Klagenfurt teil.

## Politische Publizistik
In dem zusammen mit Per Leo und Daniel-Pascal Zorn im Herbst 2017 veröffentlichten Sachbuch Mit Rechten reden. Ein Leitfaden setzen sich die Autoren mit dem Aufstieg der Neuen Rechten und des Rechtspopulismus auseinander und geben Erfahrungsberichte und Vorschläge für die politische Auseinandersetzung mit deren Anhängern. Das Buch sei, so Harald Staun, „vor allem eine Erinnerung daran, dass Meinungsfreiheit erst dort richtig beginnt, wo Meinungen geäußert werden, die kaum zu ertragen sind“. Leo, Steinbeis und Zorn sehen sich selber nicht als Linke und sprechen in dem Buch sogar von einer „Übermacht der Linken“ als „Bedingung für das Comeback der Rechten“.
Steinbeis’ Essay „Ein Volkskanzler“ (September 2019), in dem gezeigt wird, dass mit Geschick und Intelligenz und ohne bestehende Rechtsnormen und Gesetze zu brechen, eine Unterminierung von Verfassungsorganen und eine Umwandlung der deutschen Demokratie in ein System mit diktatorischen Grundzügen möglich ist, hat für viel Aufsehen gesorgt und wird – nach entsprechender Umformung – vielfach als Theaterstück aufgeführt.
In seinem Buch Die verwundbare Demokratie. Strategien gegen die populistische Übernahme (München 2024) zeigt Steinbeis detailliert die Fragilität der liberalen Demokratie auf.
Sein Szenario Ein Volksbürger, eine politische Farce, wurde im September 2024 im Saal der Bundespressekonferenz mit Fabian Hinrichs in der Hauptrolle und unter Regie von Nicola Hümpel uraufgeführt.

## Auszeichnungen
- Medienpreis des Deutschen Anwaltvereins 2022.[23]
- Forschungspreis für Demokratie und Recht der Arnold-Freymuth-Gesellschaft e. V. 2024.[24]
- Ehrendoktorwürde der Universität Münster 2025.[25]

## Schriften
- Schwarzes Wasser. Erzählung. Beck, München 2003, ISBN 978-3-406-50969-8.
- mit Marion Detjen, Stephan Detjen: Die Deutschen und das Grundgesetz. Geschichte und Grenzen unserer Verfassung. Pantheon, München 2009, ISBN 978-3-570-55084-7; Bundeszentrale für Politische Bildung, Bonn 2009, ISBN 978-3-89331-939-8.
- Pascolini. Roman. Aufbau, Berlin 2010, ISBN 978-3-351-03296-8.
- mit Per Leo und Daniel-Pascal Zorn: Mit Rechten reden. Ein Leitfaden. Klett-Cotta, Stuttgart 2017, ISBN 978-3-608-96181-2.
- Was die deutsche Justiz für die polnische tun kann, Anwaltsblatt 2018, 271
- mit Stephan Detjen: Die Zauberlehrlinge. Der Streit um die Flüchtlingspolitik und der Mythos vom Rechtsbruch, Klett-Cotta, Stuttgart 2019, ISBN 978-3-608-96430-1.
- Die verwundbare Demokratie. Strategien gegen die populistische Übernahme, Hanser, München 2024, ISBN 978-3-446-28129-5